# 500 mil Indianapolis 1951
500 mil Indianapolis 1951 (oficiálně 35th International 500-Mile Sweepstakes) se jela na okruhu Indianapolis Motor Speedway v Indianapolis v Indianě ve Spojených státech amerických dne 30. května 1951. Závod byl druhým v pořadí v sezóně 1951 šampionátu Formule 1.

## Závod
| Poř.   | Pořadí na startu | No. | Jezdec                                               | Konstruktér              | Kvalifikace | Pořadí v kvalifikaci | Počet kol | Kola ve vedení | Čas/Odstoupení  | Body |
| ------ | ---------------- | --- | ---------------------------------------------------- | ------------------------ | ----------- | -------------------- | --------- | -------------- | --------------- | ---- |
| 1      | 2                | 99  | Lee Wallard                                          | Kurtis Kraft-Offenhauser | 135.03      | 5                    | 200       | 159            | 3:57:38.05      | 9    |
| 2      | 7                | 83  | Mike Nazaruk                                         | Kurtis Kraft-Offenhauser | 132.18      | 26                   | 200       | 0              | + 1:47.24       | 6    |
| 3      | 3                | 9   | Jack McGrath (Kola 1–100) Manny Ayulo (Kola 101–200) | Kurtis Kraft-Offenhauser | 134.3       | 8                    | 200       | 11             | + 2:51.39       | 2    |
| 4      | 31               | 57  | Andy Linden                                          | Sherman-Offenhauser      | 132.22      | 25                   | 200       | 0              | + 4:40.12       | 3    |
| 5      | 29               | 52  | Bobby Ball                                           | Schroeder-Offenhauser    | 134.09      | 9                    | 200       | 0              | + 4:52.23       | 2    |
| 6      | 17               | 1   | Henry Banks                                          | Moore-Offenhauser        | 133.89      | 12                   | 200       | 0              | + 5:40.02       |      |
| 7      | 24               | 68  | Carl Forberg                                         | Kurtis Kraft-Offenhauser | 132.89      | 22                   | 193       | 0              | + 7 kol         |      |
| 8      | 4                | 27  | Duane Carter                                         | Deidt-Offenhauser        | 133.74      | 15                   | 180       | 0              | + 20 kol        |      |
| 9      | 9                | 5   | Tony Bettenhausen                                    | Deidt-Offenhauser        | 131.95      | 29                   | 178       | 0              | Smyk            |      |
| 10     | 1                | 18  | Duke Nalon                                           | Kurtis Kraft-Novi        | 136.49      | 2                    | 151       | 0              | Odstoupil       |      |
| 11     | 22               | 69  | Gene Force                                           | Kurtis Kraft-Offenhauser | 133.1       | 20                   | 142       | 0              | Motor           |      |
| 12     | 12               | 25  | Sam Hanks                                            | Kurtis Kraft-Offenhauser | 132.99      | 21                   | 135       | 0              | Motor           |      |
| 13     | 16               | 10  | Bill Schindler                                       | Kurtis Kraft-Offenhauser | 134.03      | 11                   | 129       | 0              | Motor           |      |
| 14     | 5                | 16  | Mauri Rose                                           | Deidt-Offenhauser        | 133.42      | 18                   | 126       | 0              | Nehoda          |      |
| 15     | 14               | 2   | Walt Faulkner                                        | Kuzma-Offenhauser        | 136.87      | 1                    | 123       | 0              | Motor           |      |
| 16     | 27               | 76  | Jimmy Davies                                         | Pawl-Offenhauser         | 133.51      | 17                   | 110       | 25             | Náprava         |      |
| 17     | 11               | 59  | Fred Agabashian                                      | Kurtis Kraft-Offenhauser | 135.02      | 6                    | 109       | 0              | Spojka          |      |
| 18     | 15               | 73  | Carl Scarborough                                     | Kurtis Kraft-Offenhauser | 135.61      | 4                    | 93        | 0              | Požár           |      |
| 19     | 33               | 71  | Bill Mackey                                          | Hall-Offenhauser         | 131.47      | 32                   | 97        | 0              | Spojka          |      |
| 20     | 19               | 8   | Chuck Stevenson                                      | Marchese-Offenhauser     | 133.76      | 14                   | 93        | 0              | Požár           |      |
| 21     | 8                | 3   | Johnnie Parsons                                      | Kurtis Kraft-Offenhauser | 132.15      | 27                   | 87        | 0              | Dynamo          |      |
| 22     | 10               | 4   | Cecil Green                                          | Kurtis Kraft-Offenhauser | 131.89      | 31                   | 80        | 5              | Motor           |      |
| 23     | 6                | 98  | Troy Ruttman                                         | Kurtis Kraft-Offenhauser | 132.31      | 24                   | 78        | 0              | Motor           |      |
| 24     | 32               | 6   | Duke Dinsmore                                        | Schroeder-Offenhauser    | 131.97      | 28                   | 73        | 0              | Přehřátí        |      |
| 25     | 28               | 32  | Chet Miller                                          | Kurtis Kraft-Novi        | 135.79      | 3                    | 56        | 0              | Zapalování      |      |
| 26     | 13               | 44  | Walt Brown                                           | Kurtis Kraft-Offenhauser | 131.9       | 30                   | 55        | 0              | Dynamo          |      |
| 27     | 25               | 48  | Rodger Ward                                          | Bromme-Offenhauser       | 134.86      | 7                    | 34        | 0              | Olejové potrubí |      |
| 28     | 18               | 23  | Cliff Griffith                                       | Kurtis Kraft-Offenhauser | 133.83      | 13                   | 30        | 0              | Náprava         |      |
| 29     | 20               | 81  | Bill Vukovich                                        | Trevis-Offenhauser       | 133.72      | 16                   | 29        | 0              | Únik oleje      |      |
| 30     | 21               | 22  | George Connor                                        | Lesovsky-Offenhauser     | 133.35      | 19                   | 29        | 0              | Řazení          |      |
| 31     | 23               | 19  | Mack Hellings                                        | Deidt-Offenhauser        | 123.92      | 33                   | 18        | 0              | Motor           |      |
| 32     | 26               | 12  | Johnny McDowell                                      | Maserati-Offenhauser     | 132.47      | 23                   | 15        | 0              | Únik paliva     |      |
| 33     | 30               | 26  | Joe James                                            | Watson-Offenhauser       | 134.09      | 10                   | 8         | 0              | Řazení          |      |
| Zdroj: |                  |     |                                                      |                          |             |                      |           |                |                 |      |

Poznámky
1. ↑  Lee Wallard získal jeden bod za zajetí nejrychlejšího kola.

### Náhradníci
- První náhradník: Bob Sweikert (#37)

### Jezdci, kteří se nekvalifikovali
- Jean Achard (opravdové jméno - Jean-Jacques Grosman) [2] (#100) - Nepřijel
- Frank Armi (#35, #58, #64)
- Manny Ayulo (#31)
- Joe Barzda (#49)
- Bill Boyd (#42)
- Jimmy Bryan (#72)
- Bill Cantrell (#62, #79)
- Jimmy Daywalt (#33, #47)
- Kenny Eaton (#66)
- Myron Fohr (#56)
- George Fonder (#29, #53, #63)
- Jackie Holmes (#24, #45)
- Norm Houser (#61)
- Jerry Hoyt (#14)
- Bill Johnson (#15)
- Danny Kladis (#89)
- Ray Knepper (#78)
- Bayliss Levrett (#46)
- George Lynch (#36)
- Dick Page (#64)
- Roscoe Rann (#14)
- Gordon Reid (#67)
- Paul Russo (#7)
- Mike Salay (#41)
- Bob Scott (#82)
- Bud Sennett (#51)
- Doc Shanebrook (#77)
- Roy Sherman
- Joel Thorne (#88)
- Johnnie Tolan (#34)
- Leroy Warriner (#75)[3]

## Průběžné pořadí po závodě
Pohár jezdců
|    | Pořadí | Jezdec             | Body |
| -- | ------ | ------------------ | ---- |
|    | 1      | Juan Manuel Fangio | 9    |
| 20 | 2      | Lee Wallard        | 9    |
| 1  | 3      | Piero Taruffi      | 6    |
| 18 | 4      | Mike Nazaruk       | 6    |
| 2  | 5      | Nino Farina        | 4    |